# المترو الخفيف لمدينة تونس
ترامواي مدينة تونس، هو وسيلة نقل حديدي داخل العاصمة التونسية. وهي عربة سكك حديدية خفيفة بدأت الاشتغال سنة 1985. وتشرف عليها شركة نقل تونس وهي شركة عمومية للنقل ظهرت سنة 2003 باندماج شركة المترو الخفيف بتونس (التي يعود تأسيسها إلى سنة 1981) والشركة الوطنية للنقل التي ظهرت سنة 1963. يبلغ الطول الجملي لشبكة الترامواي بمدينة تونس 38.8 كلم، ويتوقف الترام في 58 محطة. تحتوي شبكة الترامواي على ستة خطوط رئيسية، تنطلق من داخل العاصمة (ساحة برشلونة أو محطة تونس البحرية)

## التاريخ
بدأت أعمال الخط 1 في عام 1981 مع بدء تشغيل الخط (نحو بن عروس) في عام 1985. تحقيق الاتصال بين خطوط الحافلات والخط 1 في محطة تدخل الوردية بعد سنة، في عام 1986. يتم تشغيل الخطوط الأخرى بعد بضع سنوات: 2 (شمال) في عام 1989، 3 (غرب) و 4 (إلى باردو) في 1990، خط 5 (شمال غرب) في عام 1992. خطوط معينة تم تمديد السطر 3 في عام 1992 والخط 4 إلى الدندان في عام 1997. تم إنشاء شركة نقل تونس في 2003. ومحطة المروج 1 من امتداد 2008.
في 12 نوفمبر 2008، دخل الخط الجديد البالغ طوله 6.8 كيلومتر والذي يخدم إحدى عشرة محطة بين ساحة برشلونة والمروج 4، الخدمة بعد بدء العمل في عام 2005 وبدأ تشغيله في 11 أغسطس 2008. القسم الأول حتى المروج 2. في 2 أكتوبر 2007، يعمل الامتداد على الخط 4، أي 5.2 كيلومترات باتجاه جامعة منوبة، تم افتتاح الخط أخيرًا في 10 ديسمبر 2009، مع تأخير لمدة شهر ونصف مقارنة بالمواعيد النهائية المخططة. بالإضافة إلى ذلك، كجزء من الخطة الخمسية الحادية عشرة (2007-2011)، مشاريع لتوسيع الشبكة إلى أحياء المنزه أو النصر أو حتى إلى مدن الضواحي (الكرم، عين زغوان، سيدي داود والبحر الأزرق) التي تم اختيارها.

## المعدات
في عام 2016، هناك 134 قطار سيمنز في الخدمة، تم تسليمها جميعًا بين عامي 1984 و1997. تتكون القطارات من عربتين. يتميز كل عنصر بـ:
- محاور نوع Bo-2-2-Bo
- المحركات 2 × 240 كيلوواط
- بوزن 40.3 طن
- بطول 30 مترًا بعرض 2.47 متر

في عام 2004، تم التوصل إلى اتفاق على مستوى الحكومتين الفرنسية والتونسية لاقتناء ثلاثين قطارا جديدا من نوع ألستوم سيتاديس. يبلغ طول كل عربة 64 مترًا وعرضها 2.4 مترًا، وتم بناؤها من قِبل شركة ألستوم سيتاديس، مع كلتا العربتين تتسعان لـ 58 مقعد وتتسع لما يصل إلى 208 أشخاص. في نهاية عملية التسليم هذه، والتي تقدر تكلفتها بـ 40.9 مليون يورو، يضم أسطول شركة نقل تونس 55 قطارًا جديدًا للمترو. يتم وضع أول قطارات في التداول في 17 سبتمبر 2007. 39 يتم تداولها على الشبكة في عام 2016. العرباتخضراء اللون مع خط أبيض في المنتصف. بعضها وسيلة للإعلانات.

## معلومات عملية
يمتد الترام من الساعة 03:00 حتى منتصف الليل. يمكن شراء تذاكر النقل بشكل فردي أو كتابي أو في عدادات التذاكر في المحطات (في القطارات للخدمة الليلية) أو عن طريق الاشتراك (إمكانية الشراء عبر الإنترنت على الإنترنت).
يعتمد السعر على المسافة المقطوعة ويختلف وفقًا لعدد الأقسام (واحد إلى ثمانية) من الرحلة. في عام 2016، تبلغ تكلفة التذكرة التي تغطي قسمًا واحدًا 320 مليماً وتذكرة تغطي ثمانية أقسام 1,550 دينار. تواتر مرور القطارات من الناحية النظرية، في ساعة الذروة، من ست إلى ثماني دقائق واثني عشر دقيقة خلال بقية الخدمة.

## الخطوط
- الخط 1: ويبلغ طوله 9.2 كلم، ويتجه نحو ضاحية بن عروس جنوبا، ويمر بأحياء الوردية وابن سينا والكبارية وحي النور وينطلق هذا الخط من محطّة تونس البحرية؛ وقد افتتح هذا الخط سنة 1985.
- الخط 2: ويبلغ طوله 8.9 كلم، ويتجه نحو ضاحية أريانة شمالا، ويمر بحي الخضراء والمنزه؛ وقد افتتح هذا الخط سنة 1989.
- الخط 3: ويبلغ طوله 8.4 كلم ويتجه نحو حي ابن خلدون غربا ويمر بحي باب سعدون وحي الرمانة والمركب الجامعي. وقد افتتح سنة 1990.
- الخط 4: ويبلغ طوله 15 كلم، ويتجه نحو المركب الجامعي بمنوبة مرورا بالدندان وباردو والسعيدية. وقد افتتح سنة 1990 حتى باردو ثم وقع مده إلى الدندان سنة 1997. ثم تم بين منتصف عام 2008 ونهاية عام 2009 تمديد هذا الخط ليصل إلى المركب الجامعي بضاحية منوبة غربي العاصمة، وقد تم افتتاحه يوم 10 ديسمبر 2009.
- الخط 5: ويبلغ طوله 9.8 كلم، ويتجه نحو حي الانطلاقة غربا ويمر بمحاذاة حي ابن خلدون وحي التحرير والعمران الأعلى. وقد افتتح سنة 1992.
- الخط 6: ويبلغ طوله انطلاقا من محطة محمد علي بالوردية 6.8 كلم وهو يغطي جانبا من حي ابن سينا حتى مستوى منتزه المروج ثم ينعطف شرقا فَيَشـُــقُّ حي المروج 2 ثم يتجه جنوبا لِيَـشُــقَّ كلا من المروج1 و 3 إلى أن يصل المروج 4. ويتضمن هذا المسلك 11 محطة بالإضافة إلى 5 محطات تابعة للجذع المشترك للخطين رقم 1 و 6 الرابط بين محطتي برشلونة ومحمد علي. وقد تم تشغيل القسط الأول من الخط 6 الذي يصل إلى منتزه المروج يوم 11 أوت 2008 ثم القسط الثاني إلى المروج 4 يوم 12 نوفمبر 2008.

## شبكة الخطوط
| ■   | نهاية الخط                |
| •   | محطة                      |
|     | الإصطفاف والركوب          |
| TGM | خط تونس-حلق الوادي-المرسى |
| GT  | محطة تونس                 |

### الخط 1
|   | المحطة            | الإحداثيات                                    | البلدية/الحي | الخطوط والشبكات المتصلة |
| - | ----------------- | --------------------------------------------- | ------------ | ----------------------- |
| ■ | ساحة برشلونة      | 36°47′46″N 10°10′50″E / 36.79607°N 10.18053°E | باب البحر    | + GT                    |
| • | باب عليوة         | 36°47′09″N 10°10′47″E / 36.78576°N 10.17982°E | سيدي البشير  |                         |
| • | محمد مناشو        | 36°46′56″N 10°10′47″E / 36.78210°N 10.17984°E | سيدي البشير  |                         |
| • | 13 أغسطس          | 36°46′30″N 10°10′45″E / 36.77506°N 10.17920°E | سيدي البشير  |                         |
| • | محمد علي          | 36°46′04″N 10°11′02″E / 36.76790°N 10.18386°E | الوردية      |                         |
| • | الكبارية          | 36°45′35″N 10°11′26″E / 36.75986°N 10.19055°E | الكبارية     |                         |
| • | حي ابن سينا       | 36°45′15″N 10°11′38″E / 36.75429°N 10.19395°E | الكبارية     |                         |
| • | الوردية 6         | 36°45′15″N 10°11′57″E / 36.75422°N 10.19907°E | الكبارية     |                         |
| • | حي النور          | 36°45′05″N 10°12′17″E / 36.75147°N 10.20471°E | الكبارية     |                         |
| • | أبو القاسم الشابي | 36°45′09″N 10°12′53″E / 36.75243°N 10.21474°E | بن عروس      |                         |
| ■ | بن عروس           | 36°45′20″N 10°13′13″E / 36.75548°N 10.22022°E | بن عروس      |                         |

### الخط 2
|   | المحطة              | الإحداثيات                                    | البلدية/الحي        | الخطوط والشبكات المتصلة |
| - | ------------------- | --------------------------------------------- | ------------------- | ----------------------- |
| ■ | ساحة الجمهورية      | 36°48′23″N 10°10′51″E / 36.80648°N 10.18082°E | باب البحر           |                         |
| • | نلسون مانديلا       | 36°48′40″N 10°10′57″E / 36.81112°N 10.18256°E | باب البحر           |                         |
| • | محمد الخامس         | 36°48′57″N 10°11′00″E / 36.81595°N 10.18321°E | باب البحر           |                         |
| • | فلسطين              | 36°49′09″N 10°10′52″E / 36.81910°N 10.18099°E | حي الخضراء          |                         |
| • | الحدائق             | 36°49′24″N 10°11′08″E / 36.82342°N 10.18555°E | حي الخضراء          |                         |
| • | حي الخضراء          | 36°49′45″N 10°11′25″E / 36.82925°N 10.19037°E | حي الخضراء          |                         |
| • | الشباب              | 36°50′00″N 10°10′58″E / 36.83332°N 10.18276°E | حي الخضراء          |                         |
| • | الحي الرياضي        | 36°50′19″N 10°10′55″E / 36.83850°N 10.18200°E | المنزه / حي الخضراء |                         |
| • | 10 ديسمبر           | 36°50′40″N 10°11′04″E / 36.84438°N 10.18431°E | حي الخضراء          |                         |
| • | مدينة العلوم (الفل) | 36°50′49″N 10°11′33″E / 36.84698°N 10.19237°E | حي الخضراء          |                         |
| • | الإستقلال           | 36°51′16″N 10°11′45″E / 36.85442°N 10.19588°E | أريانة              |                         |
| ■ | أريانة              | 36°51′35″N 10°11′51″E / 36.85975°N 10.19748°E | أريانة              |                         |

### الخط 3
|   | المحطة            | الإحداثيات                                    | البلدية/الحي             | الخطوط والشبكات المتصلة |
| - | ----------------- | --------------------------------------------- | ------------------------ | ----------------------- |
| ■ | تونس البحرية      | 36°48′00″N 10°11′34″E / 36.80013°N 10.19289°E | باب البحر                | + TGM                   |
| • | فرحات حشاد        | 36°47′52″N 10°11′10″E / 36.79789°N 10.18610°E | باب البحر                |                         |
| ■ | ساحة برشلونة      | 36°47′46″N 10°10′50″E / 36.79607°N 10.18053°E | باب البحر                | + GT                    |
| • | الحبيب ثامر       | تم غلق المحطة                                 | باب البحر                |                         |
| • | ساحة الجمهورية    | 36°48′23″N 10°10′51″E / 36.80648°N 10.18082°E | باب البحر                |                         |
| • | باب الخضراء       | 36°48′37″N 10°10′21″E / 36.81025°N 10.17244°E | باب سويقة                |                         |
| • | باب العسل         | 36°48′48″N 10°10′05″E / 36.81329°N 10.16815°E | باب سويقة / العمران      |                         |
| • | باب سعدون         | 36°48′35″N 10°09′43″E / 36.80977°N 10.16198°E | باب سويقة / العمران      |                         |
| • | مفتاح سعد الله    | 36°48′47″N 10°09′23″E / 36.81305°N 10.15629°E | العمران                  |                         |
| • | الرمانة           | 36°49′25″N 10°09′03″E / 36.8235°N 10.1508°E   | العمران                  |                         |
| • | جامعة تونس المنار | 36°49′34″N 10°08′38″E / 36.8260°N 10.1440°E   | العمران / العمران الأعلى |                         |
| • | 7 نوفمير 1987     | 36°49′22″N 10°08′24″E / 36.8229°N 10.1399°E   | العمران / العمران الأعلى |                         |
| • | الياسمينات        | 36°49′33″N 10°08′05″E / 36.8259°N 10.1346°E   | التحرير / العمران الأعلى |                         |
| ■ | إبن خلدون         | 36°49′51″N 10°08′03″E / 36.8308°N 10.1342°E   | العمران الأعلى           |                         |

### الخط 4
|   | المحطة             | الإحداثيات                                    | البلدية/الحي        | الخطوط والشبكات المتصلة |
| - | ------------------ | --------------------------------------------- | ------------------- | ----------------------- |
| ■ | ساحة برشلونة       | 36°47′46″N 10°10′50″E / 36.79607°N 10.18053°E | باب البحر           | + GT                    |
| • | الحبيب ثامر        | محطة بدون خدمة                                | باب البحر           |                         |
| ■ | ساحة الجمهورية     | 36°48′23″N 10°10′51″E / 36.80648°N 10.18082°E | باب البحر           |                         |
| • | باب الخضراء        | 36°48′37″N 10°10′21″E / 36.81025°N 10.17244°E | باب سويقة           |                         |
| • | باب العسل          | 36°48′48″N 10°10′05″E / 36.81329°N 10.16815°E | باب سويقة / العمران |                         |
| • | باب سعدون          | 36°48′35″N 10°09′43″E / 36.80977°N 10.16198°E | باب سويقة / العمران |                         |
| • | بشوشة              | 36°48′33″N 10°08′56″E / 36.80924°N 10.14901°E | باب سويقة / باردو   |                         |
| • | 20 مارس            | 36°48′30″N 10°08′34″E / 36.80829°N 10.14290°E | باردو               |                         |
| • | باردو              | 36°48′26″N 10°08′07″E / 36.80722°N 10.13523°E | باردو               |                         |
| • | السعيدية           | 36°48′19″N 10°07′36″E / 36.80540°N 10.12671°E | باردو               |                         |
| • | خزندار             | 36°48′15″N 10°07′18″E / 36.80416°N 10.12174°E | باردو               |                         |
| • | الصناعات التقليدية | 36°48′10″N 10°06′58″E / 36.80288°N 10.11601°E | منوبة               |                         |
| • | الدندان            | 36°48′08″N 10°06′39″E / 36.80221°N 10.11078°E | منوبة               |                         |
| • | منوبة              | 36°48′08″N 10°06′09″E / 36.80209°N 10.10260°E | منوبة               |                         |
| • | سليمان كاهية       | 36°48′12″N 10°05′57″E / 36.80329°N 10.09904°E | منوبة               |                         |
| • | المنصف باي         | 36°48′19″N 10°05′26″E / 36.80525°N 10.09065°E | منوبة               |                         |
| • | أبوبكر الرازي      | 36°48′27″N 10°04′57″E / 36.80744°N 10.08242°E | منوبة               |                         |
| • | القطب التكنولوجي   | 36°48′33″N 10°04′32″E / 36.80907°N 10.07547°E | منوبة               |                         |
| • | قصر الوردة         | 36°48′37″N 10°04′05″E / 36.81032°N 10.06792°E | منوبة               |                         |
| • | جامعة تونس المنار  | 36°48′47″N 10°03′43″E / 36.81296°N 10.06191°E | منوبة               |                         |
| ■ | خير الدين          | 36°48′55″N 10°03′24″E / 36.81527°N 10.05675°E | منوبة               |                         |

### الخط 5
|   | المحطة            | الإحداثيات                                    | البلدية/الحي                | الخطوط والشبكات المتصلة |
| - | ----------------- | --------------------------------------------- | --------------------------- | ----------------------- |
| ■ | ساحة برشلونة      | 36°47′46″N 10°10′50″E / 36.79607°N 10.18053°E | باب البحر                   | + GT                    |
| • | الحبيب ثامر       | محطة بدون خدمة                                | باب البحر                   |                         |
| ■ | ساحة الجمهورية    | 36°48′23″N 10°10′51″E / 36.80648°N 10.18082°E | باب البحر                   |                         |
| • | باب الخضراء       | 36°48′37″N 10°10′21″E / 36.81025°N 10.17244°E | باب سويقة                   |                         |
| • | باب العسل         | 36°48′48″N 10°10′05″E / 36.81329°N 10.16815°E | باب سويقة / العمران         |                         |
| • | باب سعدون         | 36°48′35″N 10°09′43″E / 36.80977°N 10.16198°E | باب سويقة / العمران         |                         |
| • | مفتاح سعد الله    | 36°48′47″N 10°09′23″E / 36.81305°N 10.15629°E | العمران                     |                         |
| • | الرمانة           | 36°49′25″N 10°09′03″E / 36.8235°N 10.1508°E   | العمران                     |                         |
| • | جامعة تونس المنار | 36°49′34″N 10°08′38″E / 36.8260°N 10.1440°E   | العمران / العمران الأعلى    |                         |
| • | 7 نوفمير 1987     | 36°49′22″N 10°08′24″E / 36.8229°N 10.1399°E   | العمران / العمران الأعلى    |                         |
| • | الياسمينات        | 36°49′33″N 10°08′05″E / 36.8259°N 10.1346°E   | التحرير / العمران الأعلى    |                         |
| • | التحرير           | 36°49′45″N 10°07′43″E / 36.82907°N 10.12867°E | التحرير / العمران الأعلى    |                         |
| • | العمران الأعلى    | 36°49′50″N 10°07′26″E / 36.83058°N 10.12401°E | التحرير / العمران الأعلى    |                         |
| • | حي التضامن        | 36°50′09″N 10°07′04″E / 36.83576°N 10.11764°E | التحرير / حي التضامن        |                         |
| ■ | الإنطلاقة         | 36°50′21″N 10°07′01″E / 36.83917°N 10.11701°E | العمران الأعلى / حي التضامن |                         |

### الخط 6
|   | المحطة        | الإحداثيات                                    | البلدية/الحي | الخطوط والشبكات المتصلة |
| - | ------------- | --------------------------------------------- | ------------ | ----------------------- |
| ■ | تونس البحرية  | 36°48′00″N 10°11′34″E / 36.80013°N 10.19289°E | باب البحر    | + TGM                   |
| • | فرحات حشاد    | 36°47′52″N 10°11′10″E / 36.79789°N 10.18610°E | باب البحر    |                         |
| ■ | ساحة برشلونة  | 36°47′46″N 10°10′50″E / 36.79607°N 10.18053°E | باب البحر    | + GT                    |
| • | باب عليوة     | 36°47′09″N 10°10′47″E / 36.78575°N 10.17984°E | سيدي البشير  |                         |
| • | محمد مناشو    | 36°46′56″N 10°10′47″E / 36.78210°N 10.17984°E | سيدي البشير  |                         |
| • | 13 أغسطس      | 36°46′30″N 10°10′45″E / 36.77506°N 10.17920°E | سيدي البشير  |                         |
| • | محمد علي      | 36°46′04″N 10°11′02″E / 36.76790°N 10.18386°E | الوردية      |                         |
| • | الطاهر الحداد | 36°45′39″N 10°11′13″E / 36.76090°N 10.18694°E | الكبارية     |                         |
| • | الغزالي       | 36°45′17″N 10°11′16″E / 36.75472°N 10.18764°E | الكبارية     |                         |
| • | الحي البلدي   | 36°44′54″N 10°11′20″E / 36.74838°N 10.18877°E | الكبارية     |                         |
| • | النسري        | 36°44′42″N 10°11′25″E / 36.74510°N 10.19041°E | الكبارية     |                         |
| • | المنتزه       | 36°44′34″N 10°11′37″E / 36.74289°N 10.19350°E | الكبارية     |                         |
| • | المروج 2      | 36°44′32″N 10°11′52″E / 36.74212°N 10.19781°E | الكبارية     |                         |
| • | المروج 1      | 36°44′18″N 10°12′24″E / 36.73844°N 10.20667°E | المروج       |                         |
| • | البيئة        | 36°43′59″N 10°12′37″E / 36.73314°N 10.21039°E | المروج       |                         |
| • | المروج 3      | 36°43′43″N 10°12′39″E / 36.72873°N 10.21075°E | المروج       |                         |
| • | الشهداء       | 36°43′25″N 10°12′43″E / 36.72357°N 10.21208°E | المروج       |                         |
| ■ | المروج 4      | 36°43′11″N 10°12′59″E / 36.71980°N 10.21647°E | المروج       |                         |

## معرض الصور

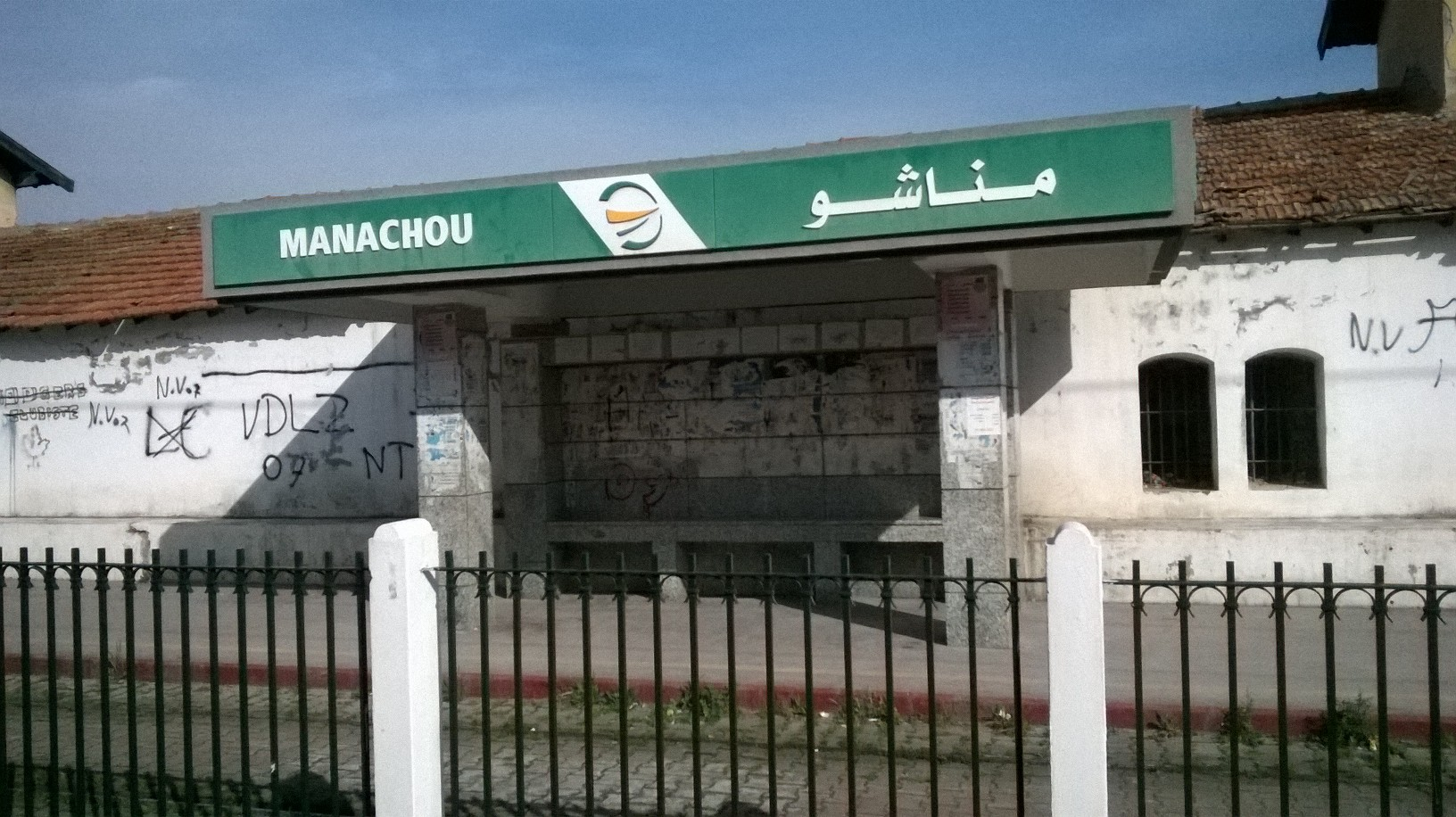
محطة محمد مناشو
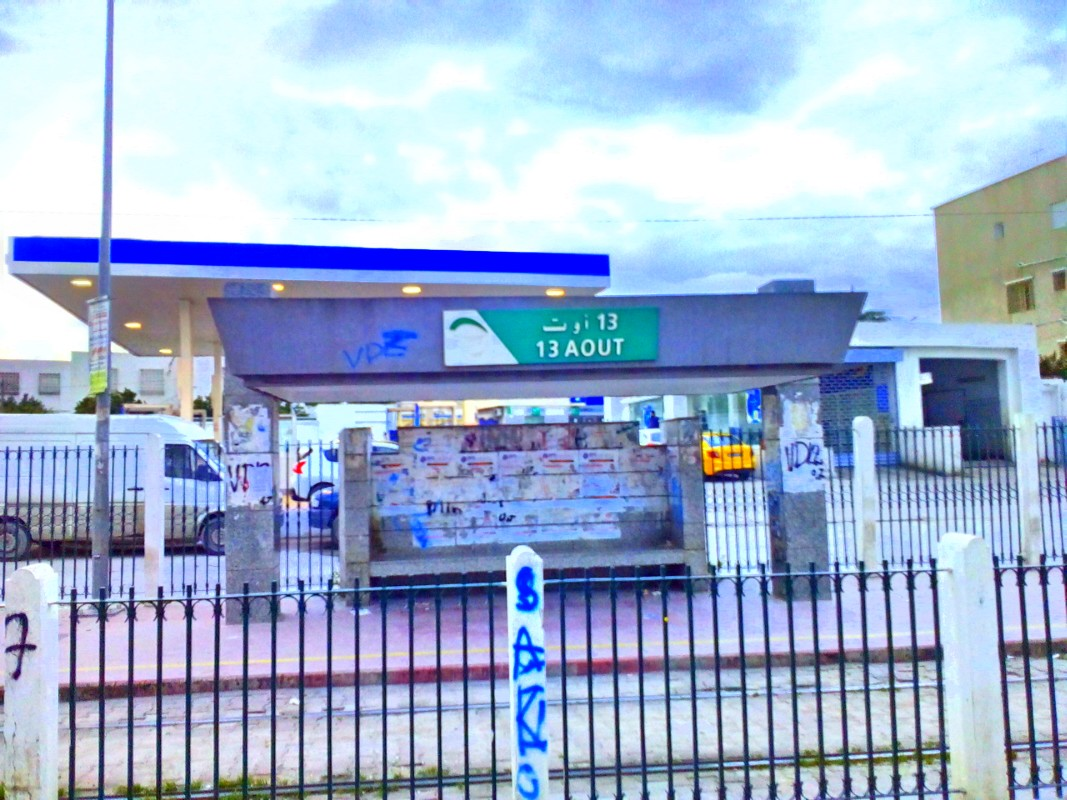
محطة 13 أغسطس
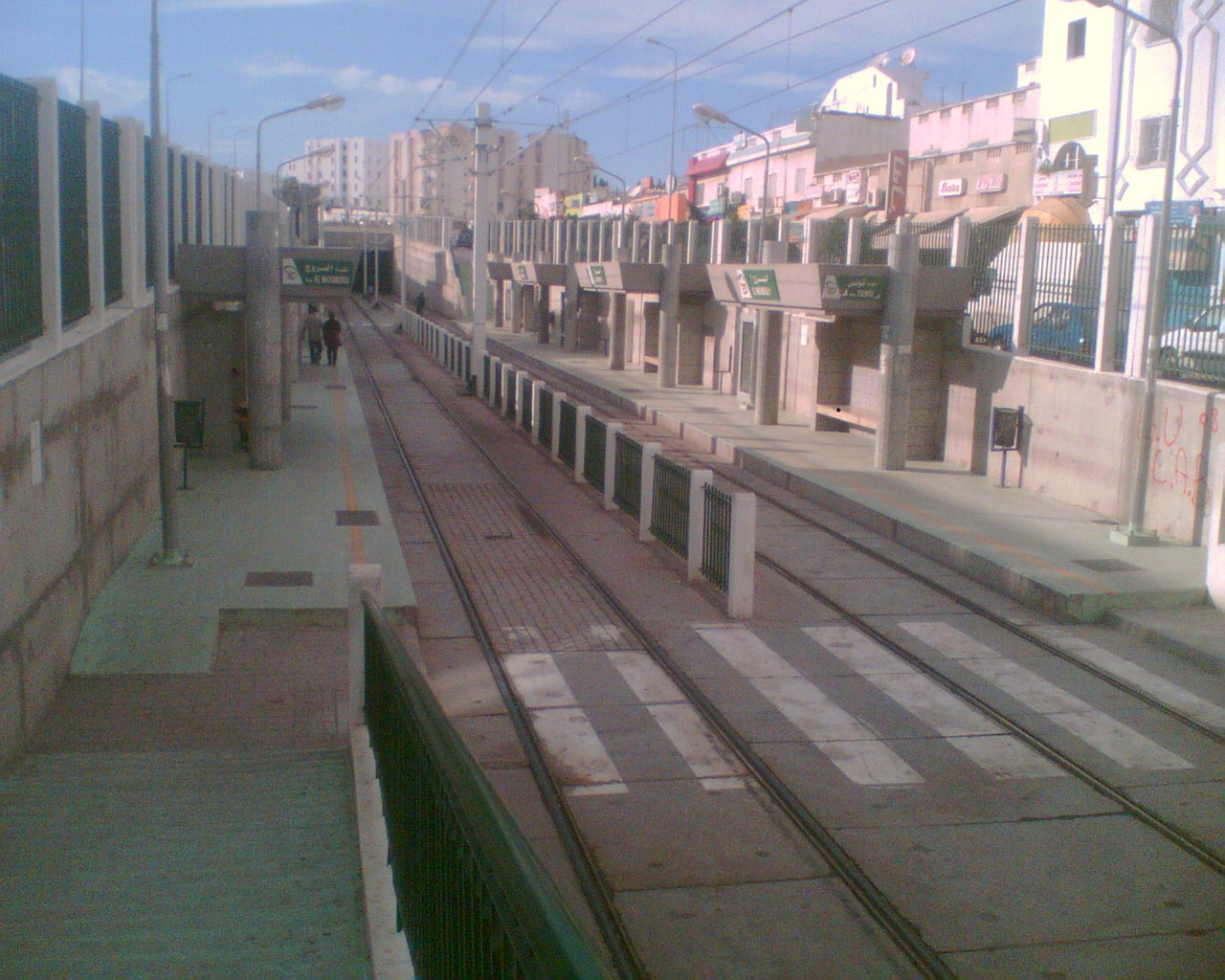
محطة المروج 1
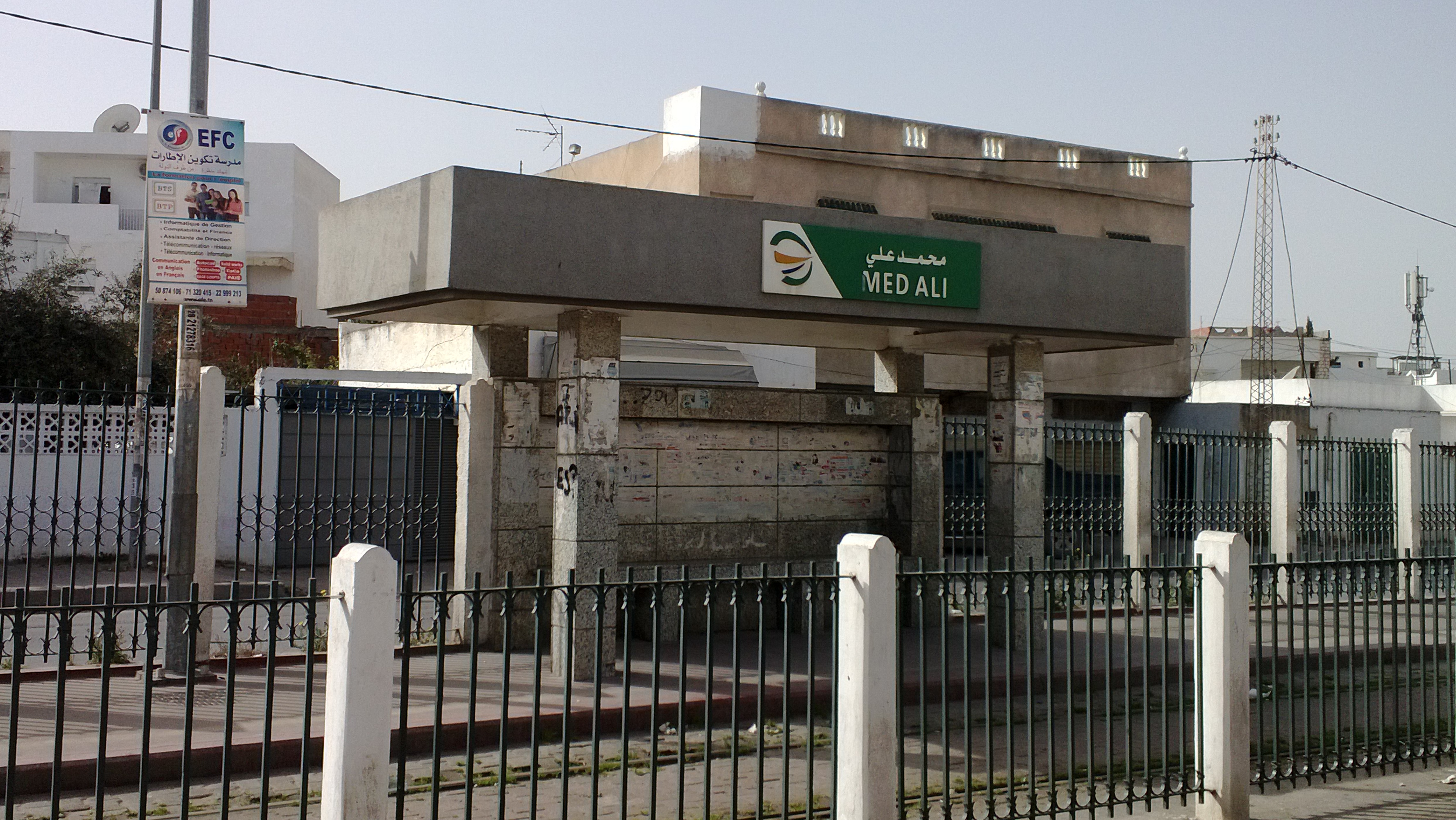
محطة محمد علي